# Окэтани, Хироми
Хироми Окэтани (яп. 桶谷 弘美 Окэтани Хироми, род. 1946) — японский музыковед.
Окончила Осакский университет. Преподаёт в Женском университете Соин в Осаке. Автор нескольких книг по теории и методике преподавания фортепиано, двух сборников лёгких для исполнения и удобных для обучения фортепианных пьес.
Приобрела известность опубликованная в учёных записках Женского университета Соин статья Окэтани о собачьем вальсе и, в частности, собранная в ней коллекция названий этого музыкального произведения в разных странах.